# شورای نهم (شیطان‌گرایی)
شورای نهم (به انگلیسی: Council of Nine)، نام شورای حاکم بر کلیسای شیطان است که از اعضای روحانیت (کاهنان کلیسای شیطان) تشکیل شده‌است. این کلیسا در سال ۱۹۶۶ توسط انتان لاوی تأسیس شد و به دین شیطان‌گرایی لاویان پایبند است. این دین به شیطان به صورت واقعی اعتقاد ندارد و آن را به عنوان یک نماد مثبت از خودپسندی، جسمانیت و روشنگری می‌داند.